# Inflationsausgleich
Als Inflationsausgleich wird in der Mikroökonomie die Forderung von Gewerkschaften bei Tarifverhandlungen bezeichnet, die darauf abzielt, dass die Erhöhung der Realeinkommen (Reallöhne) nicht hinter der Steigerung der Inflationsrate zurückbleiben darf. Im Bankwesen ist im Nominalzins ebenfalls ein Inflationsausgleich enthalten.

## Allgemeines
Inflation benachteiligt alle Gläubiger von Zahlungen aus Dauerschuldverhältnissen, also insbesondere Arbeitsvertrag, Kreditvertrag, Leasingvertrag oder Mietvertrag. Die hieraus gezahlten Gegenleistungen in Form von Arbeitsentgelt, Kreditzins, Leasingrate und Immobiliarmiete bleiben meist konstant, so dass Arbeitnehmer, Kreditgeber usw. während der Inflation „schlechtes Geld“ vereinnahmen. Schuldner müssen in aktueller Kaufkraft weniger zurückzahlen als sie vorher als Kredit ausgezahlt bekommen haben. Arbeitgeber erhalten „inflationsfreie“ Arbeitsleistung, das Arbeitsentgelt für die Arbeitnehmer unterliegt jedoch der Geldentwertung. Daraus erwächst das Bedürfnis, die Inflationsrate bei Dauerschuldverhältnissen durch den als politisches Schlagwort benutzten Inflationsausgleich zu berücksichtigen.

## Nominal- und Reallohn
Die Inflation hat dazu geführt, dass reale Größen dem Nominalwert gegenübergestellt werden. Der Reallohn und das Realeinkommen {\displaystyle W_{r}} ergeben sich durch Division des Nominallohnes oder Nominaleinkommens {\displaystyle W_{n}} durch das Preisniveau {\displaystyle p}:
{\displaystyle W_{r}={\frac {W_{n}}{p}}}.
Der Reallohn ist die für das Arbeitsangebot entscheidende Größe. Orientieren sich dagegen die Arbeitskräfte bei Inflation am Nominaleinkommen, so unterliegen sie der so genannten Geldillusion. Steigt der Reallohn um die Inflationsrate, so ergibt sich für Arbeitnehmer kein Verlust an Kaufkraft.

## Nominal- und Realzins
Auch Zinsen (Habenzins, Kreditzins) unterliegen der Inflation. Der Kreditgeber (Gläubiger eines Bankguthabens oder die Kreditinstitute im Kreditgeschäft) muss dafür sorgen, dass er während seines Konsumverzichts die künftige Inflation in den Zins einpreist. Die Höhe des Zinssatzes wird durch drei Komponenten bestimmt, nämlich durch die Risikoprämie, den Konsumverzicht und den Inflationsausgleich. Letzterer ist damit begründbar, dass in einem künftigen Euro (Kredit) weniger Kaufkraft als in einem gegenwärtigen steckt. Der Nominalzins {\displaystyle N} setzt sich mithin aus dem Realzins {\displaystyle R}, der Risikoprämie {\displaystyle RP} und der erwarteten Inflationsrate {\displaystyle I} zusammen:
{\displaystyle N=R+RP+I}.
Je höher die erwartete Inflationsrate ist, umso mehr steigt – ceteris paribus – der Nominalzins.

## Gesetze
In Gesetzen genannte Geldbeträge, die in Form von Staatsausgaben den Wirtschaftssubjekten zustehen (etwa Bürgergeld, Elterngeld, Kindergeld) oder von den Wirtschaftssubjekten in Form von Staatseinnahmen dem Staat zufließen (Steuern: Freibetrag, Freigrenze, Grundfreibetrag) werden in durch den Gesetzgeber vorgegebenen Zeiträumen ebenfalls durch Inflationsausgleich angepasst. Im Steuerrecht ist beispielsweise der Grundfreibetrag des § 32a Abs. 1 Nr. 1 EStG häufig jährlich angepasst worden.

## Wirtschaftliche Aspekte
Die Lohn-lag-Hypothese geht davon aus, dass Arbeitnehmer ihre Arbeitseinkommen nur verspätet – wenn überhaupt – an die Inflation angepasst erhalten. Sie besagt, dass inflationsbedingte Nachfragesteigerungen oder autonomes Preissetzungsverhalten der Unternehmen zu Preissteigerungen führen, denen sich die Arbeitsentgelte nur mit einem Time-Lag anpassen, wodurch die Hersteller Einkommenszuwächse zu Lasten der Arbeitnehmer erzielen. Allerdings wurde die Hypothese inzwischen empirisch falsifiziert, so dass es – außer bei Hyperinflation – keinen Anlass für einen Inflationsausgleich gibt.
Der bei hoher Inflation von Gewerkschaften in Tarifverhandlungen oft geforderte Inflationsausgleich soll dafür sorgen, dass die Reallöhne nicht hinter den Nominallöhnen zurückbleiben. Dies ist volkswirtschaftlich als nicht vertretbar gesehen, da nach der Grenzproduktivitätstheorie Lohnsteigerungen nur dann gleichgewichtige Wirtschaftswachstumsprozesse fördern, wenn sie sich an der Produktivitätsentwicklung orientieren. Erhöhungen des Arbeitsentgelts dürften nur in dem Maße stattfinden, wie es zu Steigerungen der Arbeitsproduktivität gekommen ist. Andernfalls sei der Inflationsausgleich eine eigenständige Inflationsursache (Lohndruck-Inflation, englisch wage-push-inflation), welche die Lohn-Preis-Spirale in Gang setzen kann.
Ein Inflationsausgleich ist nicht erforderlich beim Indexlohn, der rechtlich an die Inflationsrate gekoppelt ist und zu automatischen Lohnsteigerungen führt. Dabei darf nicht verkannt werden, dass jede Art der Indexierung eine eigenständige Inflationsursache darstellt und die Inflation weiter beschleunigt. Denn die Unternehmen werden versuchen, die durch Inflationsausgleich gestiegenen Personalkosten in die Marktpreise zu überwälzen.